# بحيرة الطيور
بحيرة الطيور بلدية تابعة لدائرة بوثلجة بولاية الطارف الجزائرية.

## الموقع الجغرافي
نسبة للبحيرة العالمية التي بها محمية من طرف اتفاقية رامسار تقع بين بن مهيدي و بوثلجة يقطنها حوالي 22000 نسمة 

## بحيرة الطيور
تقع على بعد 45 كيلومترا من القالة، وهي بحيرة للطيور مصنفة أيضا كمحمية طبيعية. وتبلغ مساحتها 120 هكتار في فصل الشتاء و 70 هكتار في موسم الجفاف. على الرغم من تخفيض حجمها فهي موطن لكثير من الأنواع النادرة للطيور، وأخضرارها دائم.